# Prainha (Pará)
Prainha is een gemeente in de Braziliaanse deelstaat Pará. De gemeente telt 26.570 inwoners (schatting 2009).

## Geografie

### Hydrografie
De plaats ligt aan de rivier de Amazone. De rivier de Furo do Oteiro mondt uit in de Amazone. De rivier de Parauaquara maakt deel uit van de gemeentegrens en mondt uit in de Amazone. De rivier de Jauaru mondt uit in de Parauaquara. 
Aan de overzijde van de Amazone mondt de rivier de Guajará uit en maakt deel uit van de gemeentegrens. De Pará do Uruará ontspringt in het zuiden van de gemeente en mondt uit in Amazone. Tevens mondt de rivier de Curuá Una hier uit in de Amazone. Curuá do Sul mondt uit in de Caruá Una. De Furo do Jurupari mondt uit in de Jaruaçu en maken beide deel uit van de gemeentegrens.
Hier bevinden zich ook een aantal meren waaronder de Lagoa Camapu en Lagoa Maracu.

### Aangrenzende gemeenten
De gemeente grenst aan Almeirim, Medicilândia, Monte Alegre, Porto de Moz, Santarém en Uruará.

### Beschermd gebied

#### Bosgebied
- Reserva Extrativista Renascer

## Verkeer en vervoer

### Wegen
Prainha is via de hoofdweg PA-254 verbonden met Oriximiná.

### Luchtverkeer
- Aeroporto Wilson Ribeiro